# Miss Utah USA

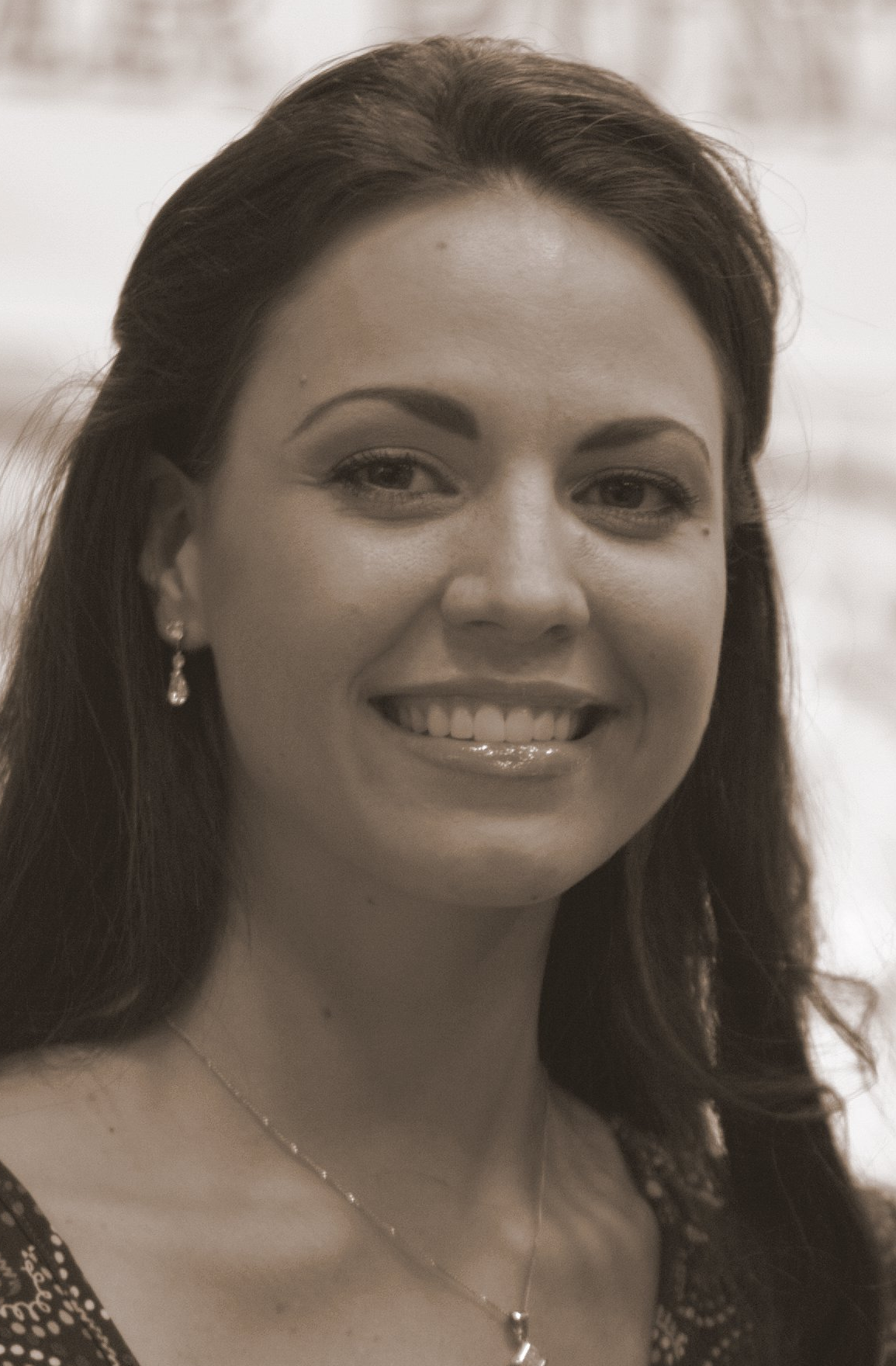
Heather Anderson, miss Utah 2007

Miss Utah USA, est un concours de beauté féminin, destiné aux jeunes femmes âgées entre 17 et 27 ans, originaire de l'État de l'Utah, dont la gagnante participe à l'élection de Miss USA.

## Lauréates
| Année | Nom                    | Domicile         | Âge1 | Classement à Miss USA | Prix spéciaux à Miss USA | Notes |
| ----- | ---------------------- | ---------------- | ---- | --------------------- | ------------------------ | --- |
| 2025  | Elle Hinojosa          | Salt Lake City   |      |                       |                          | |
| 2024  | Alyssa Chandler        | Salt Lake City   | 21   |                       |                          | |
| 2023  | Mariluz Cook           | Salt Lake City   | 26   |                       |                          | Initialement 1ère finaliste, il a assumé le titre lorsque Voigt a remporté Miss USA                                                            |
| 2023  | Noelia Voigt           | Park City        | 23   | Gagnante.             |                          | |
| 2022  | Madison Jonely         | Salt Lake City   | 25   |                       |                          | À l'origine 1ère finaliste, a ensuite assumé le titre après que Bradley ait été détrôné en étant incapable de remplir ses fonctions.           |
| 2022  | Elisabeth Gandara      | Salt Lake City   | 27   |                       |                          | Détroné |
| 2021  | JessiKate Riley        | Beaver           | 24   | Top 16                |                          | Participation à Miss Utah 2017 |
| 2020  | Rachel Slawson         | Provo            | 25   |                       |                          | |
| 2019  | Amanda Renée Giroux    | Salt Lake City   | 22   |                       |                          | |
| 2018  | Narine Ishhanov        | Bluffdale        | 24   |                       |                          | |
| 2017  | Baylee Jensen          | South Jordan     | 19   |                       |                          | |
| 2016  | Teale Murdock          | Salt Lake City   | 26   |                       |                          | |
| 2015  | Nicol Powell           | Salt Lake City   | 21   |                       |                          | |
| 2014  | Angelia Layton         | Salt Lake City   | 22   |                       |                          | |
| 2013  | Marissa Powell         | Salt Lake City   | 20   | 3e dauphine.          | Miss Photogénique        | |
| 2012  | Kendyl Bell            | Sandy            | 25   |                       |                          | |
| 2011  | Jamie Crandall         | Salt Lake City   | 23   | Top 16.               |                          | |
| 2010  | Katya Feinstein        | Centerville      | 19   |                       |                          | Participation à Miss Utah Teen USA 2008 |
| 2009  | Laura Chukanov         | Salt Lake City   | 22   | 3e dauphine.          |                          | |
| 2008  | Julia Bachison         | North Ogden      | 24   | Top 15.               |                          | Participante à Miss Utah 2005 |
| 2007  | Heather Anderson       | Sandy            | 26   | Top 10.               |                          | Top 10 à Miss Utah MAO 2001 |
| 2006  | Soben Huon             | Provo            | 23   |                       |                          | |
| 2005  | Marin Poole            | Provo            | 21   | Top 15.               |                          | Participante à Miss Utah Teen USA 2002 |
| 2004  | Kyla Faye Dickerson    | Midvale          | 23   |                       |                          | |
| 2003  | Kelly Chapma           | South Jordan     | 24   |                       |                          | |
| 2002  | Abbie Jane Smith       | West Jordan      | 19   |                       |                          | |
| 2001  | Tiffany Seaman         | Salt Lake City   | 21   |                       |                          | |
| 2000  | Keri Hatfield          | Bountiful        | 22   |                       |                          | |
| 1999  | Rachel Rasmussen       |                  |      |                       |                          | |
| 1998  | Melissa Leigh Anderson | Provo            | 24   | Top 5.                |                          | Participation à Miss Utah Teen USA 1990, puis Miss Teenage California 1986                                                                     |
| 1997  | Temple Taggart         | Centerville      | 21   | Top 6.                |                          | |
| 1996  | Tracy Kennick          | Price            | 24   | Top 10.               |                          | Participation à Miss Utah Teen USA 1989 |
| 1995  | Melanie Mitton         |                  |      |                       |                          | |
| 1994  | Vanessa Munns          | Provo            |      |                       |                          | |
| 1993  | Natalie Pyper          | Salt Lake City   |      |                       |                          | |
| 1992  | Nichelle Mickelson     | West Valley City |      |                       |                          | |
| 1991  | Patti Jo Bender        | Sandy            |      |                       |                          | |
| 1990  | Debra Linn Tingey      | Centerville      |      |                       |                          | |
| 1989  | Zanetta van Zyverden   | South Jordan     |      |                       |                          | |
| 1988  | Suzie Lundell          | Park City        |      |                       |                          | |
| 1987  | Patty Thorpe           | Clawson          |      |                       |                          | |
| 1986  | Stephanie Reber        | Salt Lake City   |      |                       |                          | |
| 1985  | Kim Thompson           | Salt Lake City   |      |                       |                          | |
| 1984  | Michele Lynn Brown     | Roy              |      |                       |                          | |
| 1983  | Launa Lewis            | Heber City       | 18   | Top 10.               |                          | |
| 1982  | Susan L. Gasser        | Salt Lake City   |      | 2e dauphine.          |                          | |
| 1981  | Tonya Anderson         | Orem             |      |                       |                          | |
| 1980  | Tamara Parsons         | Salt Lake City   |      |                       |                          | |
| 1979  | Victoria Scott         | Salt Lake City   |      |                       |                          | |
| 1978  | Margo Flynn            |                  |      | Demi-finaliste.       |                          | |
| 1977  | Michele Miner          | Provo            |      |                       |                          | |
| 1976  | Debbie Drecksel        | Salt Lake City   |      |                       |                          | |
| 1975  | Andrea Felt            | Logan            |      |                       |                          | |
| 1974  | Halene Petersen        |                  |      |                       |                          | |
| 1973  | Julia Nebeker          |                  |      |                       |                          | |
| 1972  | Peggy Moore            |                  |      |                       | Miss Congeniality        | |
| 1971  | Janey Montgomery       |                  |      |                       |                          | |
| 1970  | Tamina Roark           |                  |      |                       |                          | |
| 1969  | Anne Meuller           |                  |      |                       |                          | |
| 1968  | Shelle Cannon          |                  |      |                       |                          | |
| 1967  | Marilyn Christiansen   |                  |      |                       |                          | |
| 1966  | Denice Blair           |                  |      | Demi-finaliste.       |                          | Miss Monde USA 1966, 6e dauphine de Miss Monde 1966.                                                                                           |
| 1965  | Janis Sadler           |                  |      | Demi-finaliste.       |                          | Représentante de l'Utah à Miss Monde USA, 1965.                                                                                                |
| 1964  | Janet Joy Erikson      |                  |      | 3e dauphine.          |                          | |
| 1963  | Carla Ann Dinius       |                  |      |                       |                          | |
| 1962  | Patricia Profaizer     |                  |      | Demi-finaliste.       |                          | |
| 1961  | Janet Marie Hawley     |                  |      | Demi-finaliste.       |                          | |
| 1960  | Linda Bement           |                  |      | Gagnante.             |                          | Miss Univers 1960. |
| 1959  | Melanie Canfield       |                  |      |                       |                          | |
| 1958  | Sandra Puch            |                  |      | Demi-finaliste.       |                          | |
| 1957  | Charlotte Sheffield    |                  |      | 1re dauphine          |                          | Par la suite Miss USA 1957 à la suite de la disqualification de Leona Gage. Miss World United States 1957, ayant concourue à Miss World, 1957. |
| 1956  | Cheryl Brown           |                  |      | Demi-finaliste.       |                          | |
| 1955  | Myrna J. Rasmussen     |                  |      |                       |                          | |
| 1954  | Laverna Laub           |                  |      |                       |                          | |
| 1953  | Shauna Wood            |                  |      | 4e dauphine.          |                          | |
| 1952  | Carol Jean Isbell      |                  |      |                       |                          | |